# Hebei Airlines
A Hebei Airlines é uma empresa aérea com sede em Shijiazhuang, na China, foi fundada em 2010, fez seu primeiro voo internacional em 2017 para Banguecoque.

## Frota

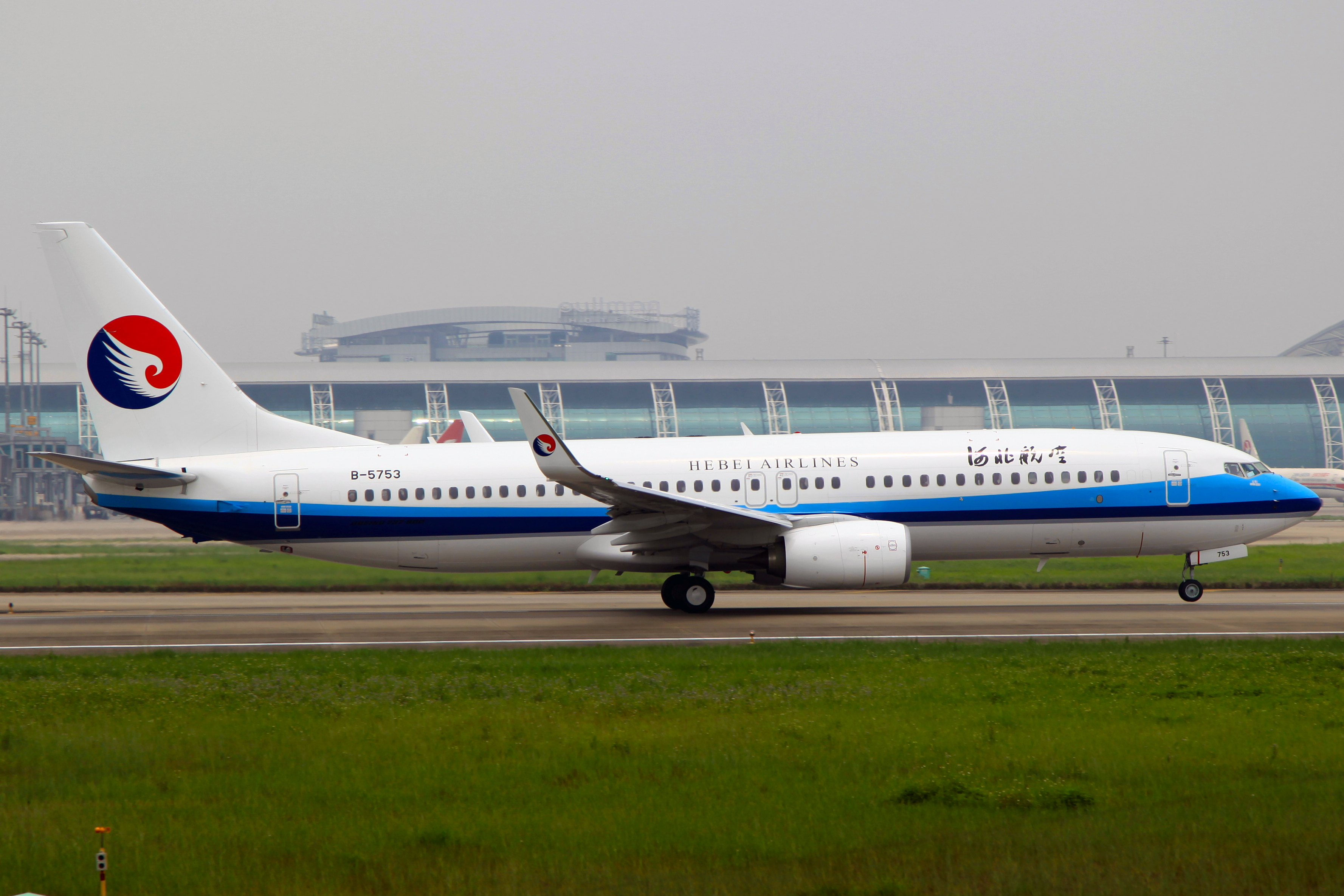
Boeing 737-800 da Hebei Airlines.

Em dezembro de 2018:
- Boeing 737-700: 2
- Boeing 737-800: 20
- Embraer ERJ-190: 6